# The Declaration of Independence
The Declaration of Independence ist ein US-amerikanischer Kurzfilm aus dem Jahr 1938. Das Drehbuch basiert auf Aufzeichnungen von Thomas Jefferson, dem dritten US-Präsidenten.

## Handlung
Der Film erzählt über den Politiker Caesar Rodney (1728–1784), der am 1. Juli 1776 die entscheidende Stimme für die Unabhängigkeitserklärung der USA abgab.

## Auszeichnungen
1939 wurde der Film in der Kategorie Bester Kurzfilm (Two-Reel) mit dem Oscar ausgezeichnet.

## Hintergrund
Die Uraufführung der Produktion der Warner Bros. fand am 26. November 1938 statt.